# Joseph Broizat
Joseph  Broizat, né le 12 janvier 1914 à Mégevette (Haute-Savoie) et mort le 14 août 2000 à Terrasson-Lavilledieu, est un officier supérieur français ayant servi au 3e Régiment de tirailleurs algériens (3e RTA) au cours de la Seconde Guerre mondiale, puis dans les unités parachutistes en Indochine et en Algérie. Titulaire de la Silver Star, il est également connu pour son engagement pour l'Algérie française et sa participation au putsch d'Alger en avril 1961.

## Biographie

### Famille
Issu d'une famille de paysans citée dans les registres paroissiaux de Mégevette dès le XVIIe siècle, Joseph Broizat est le fils de François Léon Broizat et de son épouse Marie Bron. Son père est tué durant la Grande Guerre à Vienne le Château le 14 mars 1915. Il est adopté pupille de la Nation par jugement du tribunal de Thonon du 7 juin 1918.
Il se marie deux fois, avec Mauricette Lechevallier, en 1937 (divorce 1949), puis avec Jacqueline Négrignat (1922-2016) en 1951.

### Formation
Il entre au Séminaire des Missions étrangères de Paris, société où son oncle Joseph Broizat est prêtre. En 1932, il est auditeur à la faculté de philosophie scolastique de l'Institut catholique de Paris .
Sergent en 1939 au 19e corps d'armée (France), Joseph Broizat est admis à l'école d'administration de Vincennes.
Élève officier de l'école militaire d'infanterie et des chars de combat (EMICC) à Saint-Maixent-l'École au titre de l'infanterie métropolitaine (intègre 26e sur 326), il est nommé sous-lieutenant par décret du 22 décembre 1939.
Titulaire d'un diplôme en théologie catholique, il se convertit au protestantisme vers l'âge de 40 ans.

### Seconde Guerre mondiale
Lieutenant en 1943, Joseph Broizat participe au 3e Régiment de tirailleurs algériens (3e RTA) à la campagne de Tunisie puis à la campagne d'Italie au sein du corps expéditionnaire français du général Juin. Il est décoré de la Silver Star en février 1944, après la prise du Belvédère lors de la bataille du Mont Cassin, à la tête de sa compagnie de tirailleurs algériens. 
Il débarque en Provence avec le 3e RTA et participe à la campagne de France, notamment à la libération de Marseille en août 1944, au cours de laquelle il fait prisonnier 180 soldats allemands. Le 2e bataillon auquel il appartient est mentionné en ces termes dans la citation à l'ordre de l'armée du 3e RTA : « Régiment d'élite, déjà deux fois cité pendant la campagne d'Italie, et qui vient de se couvrir d'une nouvelle gloire, au lendemain même de son débarquement sur la terre de France. Magistralement commandé depuis le début des opérations par un chef doué des plus belles qualités militaires, le colonel Gonzales de Linares, le 3e R.T.A. a, par ses trois bataillons, pris une part capitale aux opérations de Toulon et de Marseille. [...] A enfin coopéré à la chute de Marseille, grâce à l'action décisive de son 2e bataillon qui, sous les ordres d'un chef ardent, le commandant Valentin, s'est emparé de la colline de Notre-Dame-de-le-Garde, fortement organisée et tenue, pivot de la défense adverse. A ainsi prouvé à la France retrouvée, l'étonnante vitalité et l'esprit de sacrifice immuable de la vieille armée d'Afrique ». Il combat ensuite à la bataille des Vosges puis à la bataille d'Alsace. Le 2e bataillon est cité à l'ordre de l'armée  pour sa conduite : « Magnifique Bataillon qui, sous les ordres du Chef de Bataillon Destremau, n'a cessé de se distinguer par son habileté manœuvrière et sa ténacité. Le 13 octobre 1944, dans les Vosges, a enlevé de haute lutte le sommet de la Chapechatte, après 6 jours de combats corps à corps dans les bois et sous la pluie. Le 23 novembre 1944, a conquis, après 3 jours de violents combats, le fort de Château-Lambert et la Vierge des Neiges, ouvrant ainsi la route du Col de Bussang et de  l'Alsace. Vient à nouveau de prouver sa valeur dans la région nord de Strasbourg. Le 22 janvier 1945, en dégageant au cours d'une brillante contre-attaque le 3/3 R.T.A. encerclé dans Kilstett par deux Bataillons allemands appuyés par des panzers.  Le 31 janvier 1945, en s'emparant de Gambsheim à la suite d'une remarquable manœuvre d'inﬁltration, a permis ainsi de mettre définitivement Strasbourg à l'abri des visées allemandes. ».
Il participe enfin à la campagne d'Allemagne.

### Après-guerre
En 1947, étant capitaine d'infanterie, il obtient le diplôme d'état-major.
En juin 1948, alors en poste à l'état-major de la 10e Région militaire à Alger, Joseph Broizat est muté au 2e bataillon du 1er Régiment de chasseurs parachutistes à Sétif.

### Guerre d'Indochine
Le 1er octobre 1949, le capitaine Broizat prend le commandement du II/1er RCP, à la suite du chef d'escadron Mollat.

### Guerre d'Algérie
Il est chef d'état-major du général Massu lors du coup d'État du 13 mai 1958. 
Aux élections législatives françaises de 1958, il se présente, sans succès, dans la 22e circonscription de la Seine (17e arr., plaine Monceau), sous l'étiquette UNR, contre le CNI Ferri, ancien député RPF, et contre Jean Dutourd. 
En novembre 1959, il devient chef de corps du 1er régiment de chasseurs parachutistes, basé à Philippeville, avec le grade de lieutenant-colonel. Il participe avec son régiment à l'opération Eugénie (novembre 1959) et à l'opération Vautour (janvier 1960), qui se soldent par des pertes importantes pour le Front de libération nationale.
Spécialiste de la guerre subversive, il est un des théoriciens de l'action psychologique.

#### Semaine des barricades
Lors de la semaine des barricades de janvier 1960, il refuse d'envoyer le 1er RCP contre les émeutiers, craignant de faire couler le sang. Les parachutistes de Broizat s'interposent également entre les gendarmes mobiles et les insurgés à la suite d'une fusillade qui fait plusieurs morts. La situation s'enlise et finalement des négociations permettent la reddition des émeutiers et l'incorporation de dizaines d'entre eux dans le commando Alcazar du 1er REP. Ce refus d'employer la force lui est reproché par le pouvoir gaulliste, qui le relève et le mute en métropole, comme commandant du groupe de subdivisions de Châlons-sur-Marne.
Pour Broizat, il est inconcevable de donner l'ordre à ses hommes de tirer sur les Européens d'Alger favorables à l'Algérie française. En effet, il partage certaines de leurs convictions et considère que l'Algérie est le « dernier bastion de l'Occident chrétien » en Afrique du Nord.

#### Procès des barricades
Il témoigne au procès de la semaine des barricades en janvier 1961. Il y défend le colonel Jean Gardes, seul militaire inculpé à la suite des événements de janvier 1960. Pour justifier l'action du chef du 5e bureau, il expose ses théories à propos de la contre-insurrection que l'armée française mène en Algérie et affirme que l'action psychologique n'a été effectuée qu'avec l'aval du gouvernement :

« Nous avons vu nos dirigeants incapables de gagner [la guerre d'Indochine], une population indifférente, une presse nous accusant de mener une sale guerre. Cela nous a menés à la défaite, non de Dien-Bien-Phu, mais de Genève. Mais nous avons décidé alors que nous ne trahirions plus. Et c'est un maréchal qui nous a guidés : le maréchal Boulganine qui avait dit en 1945 que les conflits étaient tous politico-militaires. Alors nous sommes arrivés à nous intéresser à la politique, non par goût de la politicaille, mais par exigence de notre devoir. Et Mao-Tsé-toung nous a enseigné aussi la guerre révolutionnaire, et M. Khrouchtchev au vingtième congrès de son P.C. nous a expliqué lui-même le processus : une période d'anarchie complète au bout de laquelle se lèverait l'aube du communisme. Le problème d'Algérie a été situé parfaitement par un rapporteur du parti communiste en 1923, cinq ans après la révolution d'Octobre. Première donnée : l'injustice fondamentale de base par le racisme; deuxième donnée : partant de l'injustice, l'exploiter pour que la guerre révolutionnaire puisse se développer.
Il s'agit donc bien d'une conquête des populations, ceci ne nous surprend pas car les cadres FLN ont été formés à Prague et leurs subordonnés à Oujda. Que les éléments communistes aient envahi le FLN ne doit pas nous surprendre non plus. Donc, nous sommes bien en situation de guerre révolutionnaire. [...]
Donc ce fut le 13 mai l'arrivée d'un nouveau chef de gouvernement. Nous avions donc la solution du problème. L'armée a suivi les directives du gouvernement. Elle a incité la population à s'engager avec la France et elle l'a invitée à se déterminer. Mais s'ils sont venus à la France avec leurs fleurs, la porte est restée fermée. [...]
[Les insurgés de janvier 1960], sortis du peuple, voulaient donc que l'Algérie reste dans la France. C'étaient des hommes normaux, angoissés, qui avaient compris le problème. Des comploteurs ? Des ambitieux politiques ? Ils ne me sont pas apparus comme tels. Si Gardes a comploté avec eux, je le trouve bien cachottier de ne m'en avoir rien dit. J'aurais pu leur donner un appui, partageant l'essentiel de leurs conceptions. »

Ce témoignage contribue à sa réputation de dialecticien inflexible et au succès du surnom de « templier des temps modernes » dont l'affublent les journalistes.

### Putsch des généraux
Le lieutenant-colonel Broizat participe à la préparation du putsch dans des réunions au bureau du colonel Charles Lacheroy. Depuis le déclenchement du putsch, le 21 avril 1961, jusqu’à son achèvement le 25 avril, il est chargé par le général Maurice Challe de la réorganisation des services de police d'Alger.
À la suite de l'échec du putsch, il passe dans la clandestinité et rejoint l'OAS, dans lequel il ne joue qu'un rôle mineur. Il rédige le journal clandestin Centurions, destiné à l'armée. 
Il est condamné à mort par contumace par le Haut Tribunal Militaire le 11 juillet 1961 . En juillet 1962, il part en exil en Espagne.

### Amnistie et fin de vie
Joseph Broizat revient en France et se constitue prisonnier le 26 juin 1968 ; il bénéficie de la loi d'amnistie concernant les événements de la guerre d'Algérie.